# Nolasc del Molar
Nolasc del Molar (el Molar, Priorat, 1902 — Barcelona, 1983) foi o nome religioso do frade capuchinho catalão Daniel Rebull i Muntanyola. Ingressou nos capuchinhos em 1918 e foi ordenado padre em 1926. Publicou uma quantidade importante de trabalhos sobre temas de patrística, de história e de literatura além de valiosas edições de textos antigos. Foi colaborador da Fundação Bíblica Catalã e da Fundação Bernat Metge. Deixou inéditos muitos outros trabalhos e traduções. Os últimos anos assinava co'o nome de Nolasc Rebull. 

## Obras
- Consueta del misteri de la gloriosa Santa Àgata (1953) (em catalão).
- Consueta de Sant Eudald (1954) (em catalão).
- Per les cançons d'un terrelloner (1956) (Recopilação de canções populares editado com pseudônimo) (em catalão).
- Una poesia religiosa del segle XIII (1953-1957) (em catalão).
- Eiximenis (1960) (em catalão).
- Tradução e comentário do Himne acatist a la Mare de Déu (1961) (em catalão).
- Perfil espiritual de Eiximenis Artigo em Revista de Girona 22 (1963).(em castelhano)
- Procés d'un bruixot (1968) (em catalão).
- La Llegenda àuria de Jaume de Voràgine segons un manuscrit de Vic (1975) (em catalão).